# Капела Светог Тројства у Бездану
Капела Светог Тројства у Бездану налази се на територији општине Сомбор, у Бездану, на Сомборском путу, у власништву Римокатоличке цркве. Капела је саграђена у другој деценији 18. века. Проглашена је за споменик културе.

## Историјат
Капела Светог Тројства је саграђена у другој деценији 18. века и представља најстарији храм на овом подручју. Представља најстарију заветну капелу у Војводини коју је градио народ.
По предању први житељи - Хрвати, Мађари и Срби - населили су се у Штрбац недалеко од Бездана, а сам Бездан спомињао се као пашњак, гдје су мештани Штрпца напасали стоку.
Због болести која је харала тим простором, и због које је угинуо велики број животиња, власници земље су се заветовали да ће, уколико болест прође, на пашњаку саградити заветну капелу. 
Обећање су испунили и саградили заветну Капелу Светог Тројства. Према сачуваним подацима било је то између 1710. и 1720. године.
Мисе су прво држали фрањевци који су долазили из Сомбора.

## О капели
Капела је зидана циглом као једнобродна грађевина мањих димензија са полукружном апсидом у ширини брода, високог крова покривеног бибер црепом и дрвеним звоником изнад западног улаза. По архитектонском и конструктивном решењу она представља пример народног градитељства грађен у стилу рустичног барока.
Капела је врло једноствна, нема фрески, украшавања, окречена је вапном. По данашњим мерилима то је једна мала капела, с малим торњем. Како у капели нема струје, звоно није на струју, већ се звони као што се то некада радило, помоћу конопца. У капелу  може стати 50 до 100 верника.
Око капеле, која се налази на углу данашње Пусте улице и Сомборског пута, прво је било гробље, а касније су око ње грађене куће и становници из насеља Штрбац полако су се селили на подручје данашњег Бездана.

## Капела данас
Године 1993. велечасни Кечкеш Мацонкаи Ференц одлучио је да с верницима обнови капелу. Трошкове је сносио Момо Пивац, директор Безданског пољопривредног комбината. Радови су трајали годину дана.
Капела је под заштитом као споменик културе. Користи се и данас, и мисе се одржавају на дан Светог Тројства.